# Pacific Coliseum
El Pacific Coliseum (en català: Colosseu del Pacífic) és un estadi esportiu cobert situat a la ciutat de Vancouver (Colúmbia Britànica, Canadà). Fou construït el 1968 en el recinte de la Fira d'Exposicions de Vancouver. Té una capacitat per a 16.650 persones assegudes, i és utilitzat per a competicions d'hoquei sobre gel i patinatge artístic sobre gel.
L'estadi fou dissenyat per W.K. Noppe l'any 1967, i consta d'una estructura geomètrica i un distintiu de panells blancs. Fou usat com a seu dels Vancouver Canucks entre els anys 1968 i 1970. Les instal·lacions foren renovades a la dècada del 1970 però deixà la seu d'aquest esquip d'hoquei gel en favor del GM Place l'any 1995. L'any 2007 fou novament renovat per allotjar la competició de patinatge artístic i patinatge de velocitat en pista curta als Jocs Olímpics d'Hivern de 2010 realitzats a Vancouver.